# Leiophasma sohri
Leiophasma sohri är en insektsart som först beskrevs av Brancsik 1898.  Leiophasma sohri ingår i släktet Leiophasma och familjen Anisacanthidae. Inga underarter finns listade i Catalogue of Life.